# Deutsches Schweinemuseum
Das Deutsche Schweinemuseum ist ein deutsches Landwirtschaftsmuseum in Ruhlsdorf, einem Ortsteil von Teltow in Brandenburg.
Es ist das einzige Museum in Deutschland, das sich mit dem Schwein als Nutztier befasst.
Im Gegensatz dazu befasst sich das Schweinemuseum in Stuttgart mit der Kunst- und Kulturgeschichte des Schweins.

## Geschichte

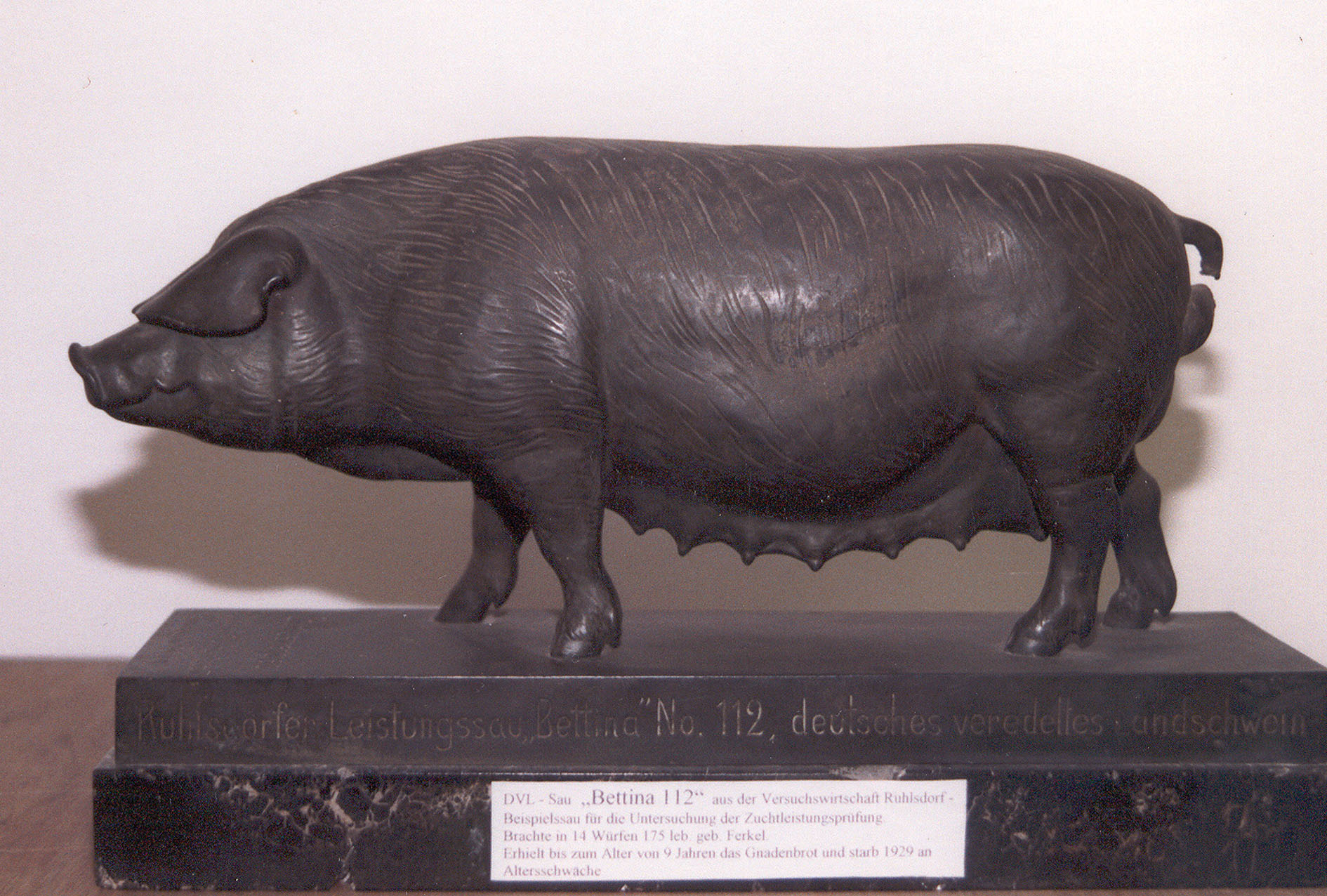
Ruhlsdorfer Zuchtsau „Bettina“, Mutter der Leistungsprüfung

1918 wurde in Ruhlsdorf die Versuchswirtschaft für Schweinehaltung, -fütterung und -zucht gegründet, erster Direktor war Karl Müller. Die heutige Lehr- und Versuchsanstalt für Tierzucht und Tierhaltung Ruhlsdorf/Groß Kreuz feierte 1993 ihr 75-jähriges Bestehen.
Um dieses Jubiläum vorzubereiten, wurde 1991 die „Interessengemeinschaft Schweinemuseum“ gegründet. Der Anstoß für das Museum hatte sich aus einem Besuch des Ungarischen Landwirtschaftsmuseums in Budapest ergeben. Die erste Ausstellung wurde ab 6. Oktober 1993 in der ehemaligen Ruhlsdorfer Musterbauwerkstatt gezeigt. Offiziell eröffnet wurde das Museum mit einer Dauerausstellung am 3. Dezember 1995.
Am 15. April 1997 wurde der Förderverein Deutsches Schweinemuseum Ruhlsdorf ins Leben gerufen und am 20. April 1998 ins Vereinsregister eingetragen. Mitgründer war der Agrarwissenschaftler Gunther Nitzsche, langjähriger Leiter des Museums und Vorsitzender des Fördervereins. Der Verein ist Träger des Museums. Zu seinen Mitgliedern gehören der Zentralverband der Deutschen Schweineproduktion, Bonn, seit 2017 im Bundesverband Rind und Schwein, bis 2015 der Mitteldeutsche Schweinezuchtverband sowie ehemals der Schweinezucht- und Produktionsverband Berlin-Brandenburg eG. Seit 1998 ist das Museum Bestandteil des Landesamts für Umwelt, Gesundheit und Verbraucherschutz. Seit 2011 ist Thomas Paulke Vorstandsvorsitzender des Fördervereins und Museumsleiter.
2010 verfügte das Museum über 3900 Exponate. Gesammelt werden unter anderem Biografien von Schweinezüchtern und Dokumente zur Schweinezucht, Fotos von Rasseschweinen, Veranstaltungen und Personen der Schweinezucht. Die Gesellschaft für Agrargeschichte stufte das Museum 2010 als Deutsches Agrarkulturerbe ein.

## Ausstellungen

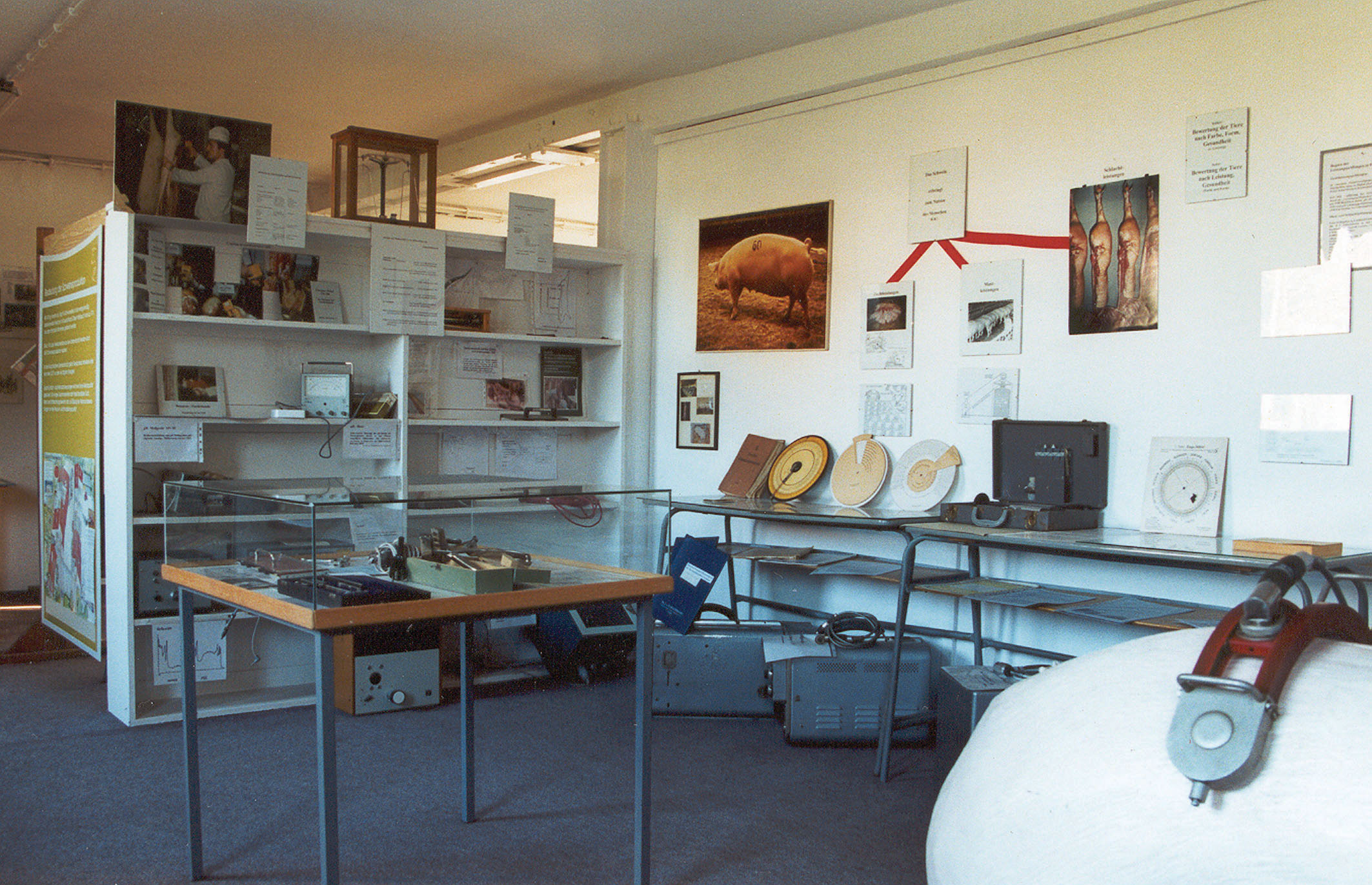
Ausstellungsraum zur Leistungsprüfung

### Dauerausstellung
Das Museum verfügt über sechs Ausstellungsräume. In der Dauerausstellung wird unter anderem die Entwicklung vom Wildschwein zum Hausschwein, die Geschichte der Schweinezucht, die Entwicklung der Fortpflanzungstechnik, die Leistungsprüfung, die Verwertung von Schweinen und die Selbstorganisation der Züchter dargestellt. Daneben wird die Arbeit bedeutender Schweinezüchter dokumentiert. Auch auf die Kulturgeschichte wird eingegangen. Informiert wird über die Versuche zur Rettung des vom Aussterben bedrohten Bentheimer Landschweins, außerdem über ausgestorbene Rassen wie das Halbrote Bayerische Landschwein und das Baldinger Tigerschwein.
Zu den Exponaten gehören Karten, Münzen, Keramikfiguren und Briefmarken sowie Schweinslederwaren, Bürsten und Pinsel aus Schweineborsten, Gelatineprodukte, Horndünger und Tierfutter. Nachgebildet ist das älteste Sparschwein in Europa aus Ton, das aus dem 13. Jahrhundert stammt und in Thüringen gefunden wurde. In Bronze dargestellt ist die Ruhlsdorfer Muttersau „Bettina“. Sie brachte 175 lebende Ferkel zur Welt und starb im Alter von 14 Jahren 1929.
Im Außenbereich stehen unter anderem nachgebaute Schweinekoben und Schweinehütten aus den 1950er Jahren. Die Museumsbibliothek ist mit Fachliteratur zur Schweinezucht, zum Stallbau, zur Fütterung und Ernährung und Tiergesundheit ausgestattet.

### Sonderausstellungen
Das Museum zeigte zehn Sonderausstellungen zu verschiedenen Themen. Zu ihnen gehörten 1998 die Ausstellung über die in der DDR gezüchtete Rasse Leicoma, im folgenden Jahr befasste sich eine Ausstellung mit Förderern der Schweinehaltung wie Ferdinand von Lochow und Karl Müller, den ersten Direktor der Ruhlsdorfer Versuchswirtschaft. Die Ausstellung Die Lust ein Schwein zu sein – Das Schwein in Redensart, Schlagzeile, Werbung und Comic von Dagmar Schmauks, Professorin für Semiotik an der Technischen Universität Berlin, wurde 2004 gezeigt.
2005 war Keine Angst vorm großen Malschwein das Thema einer Sonderausstellung. 2006 wurde des Jubiläums 80 Jahre Stationsprüfung beim Schwein in Deutschland gedacht. Um Schwein und Schmer und noch viel mehr – Produkte vom Schwein ging es erstmals 2008, 2009 um Unser fotogenes Schwein, 2015 hieß das Thema Schwein trifft Farbe.